# 영암 금계리 고분군
영암 금계리 고분군(靈岩 金溪里 古墳群)은 대한민국 전라남도 영암군 학산면 금계리에 있는 고분군이다. 1992년 11월 30일 전라남도의 기념물 제144호로 지정되었다.

## 개요
장정이산에서 남쪽으로 흘러내린 서쪽의 완만한 구릉에 분포한 17기의 무덤으로 '말무덤'·'몰무덤'·'마분' 이라고 불리는 곳이다.
영산강 하류 지역은 다른 지역에서는 찾아볼 수 없는 독특한 무덤인 대형독무덤(대형옹관고분)이 분포하고 있는데, 이 지역도 그중 한 곳이다. 무덤의 형태는 원형, 타원형, 방대형을 이루며 주변에서 대형 항아리관 조각이 보여 독무덤임을 증명해 주지만 널무덤(토광묘)일 가능성도 배제할 수 없다. 유물은 거의 도굴되었으나 주민들에 의하면 밭을 경작하다 칼, 토기들이 나왔다고 한다.
금계리 무덤들은 백제 고이현이 있던 곳으로 고이현과 관련지어 생각해 볼 수 있는 곳이다.

## 참고 자료
- 영암금계리고분군 - 국가유산청 국가유산포털
- 영암금계리고분군[깨진 링크(과거 내용 찾기)] - 영암군 문화관광